# ブライアン・スウィーニー
ブライアン・エドワード・スウィーニー（Brian Edward Sweeney, 1974年6月13日 - ）は、アメリカ合衆国ニューヨーク州ウエストチェスター郡ヨンカーズ出身の元プロ野球選手（投手）、野球指導者。右投右打。現在はカンザスシティ・ロイヤルズの投手コーチを務める。

## 経歴
マーシー大学、独立リーグを経て、1996年9月にシアトル・マリナーズと契約してプロ入り。2003年、メジャー初昇格。マリナーズ時代には佐々木主浩とともにプレーし、日本で投げたいと佐々木に言っていたことから、佐々木は日本で所属していた横浜ベイスターズに推薦したことがあるが断られたという。
2004年はサンディエゴ・パドレスと契約し、同年6月にメジャー昇格してメジャー初勝利。12月21日にFAとなった。2005年1月10日にタンパベイ・デビルレイズとマイナー契約を結んだ。5月24日に放出され、5月26日に古巣・パドレスとマイナー契約を結んだ。
2006年は中継ぎとして37試合に登板して2勝2セーブ、防御率3.20。パドレス在籍時に対戦したイチローは3打数無安打、城島健司は1打数1安打1四球だった。10月16日にFAとなった。
2007年、北海道日本ハムファイターズに入団。前半は1勝5敗ながら後半持ち直し、主に先発として21試合に登板して6勝（8敗）を挙げた。
2008年8月18日の対福岡ソフトバンクホークス戦で来日初完封。及び球団の歴代外国人投手では2004年のカルロス・ミラバル以来4人目の二桁勝利を達成。四死球は75と多めながらダルビッシュ有に次ぐチーム2位の12勝（5敗）を挙げる大活躍を見せた。
2009年は5勝8敗、防御率5.32と精彩を欠いた。チームはリーグ優勝を果たすものの、クライマックスシリーズおよび日本シリーズに登板することはなく、同年で退団。
2010年4月15日に古巣・マリナーズとマイナー契約を結び、6月15日に4年ぶりのメジャー復帰を果たした。11月3日にはウェイバー公示を経てアリゾナ・ダイヤモンドバックスに移籍したが、翌2011年3月11日に自由契約となり、4月18日に独立リーグ、アトランティックリーグのサマセット・ペイトリオッツと契約した。5月5日にニューヨーク・メッツとマイナー契約を結んだ。11月2日にFAとなった。
2012年1月27日に古巣・マリナーズとマイナー契約を結んだ。11月3日にFAとなった。
2013年1月15日にマリナーズとマイナー契約で再契約した。また、第3回WBCイタリア代表に選出された。11月5日にマリナーズのマイナーをFAとなった。

### 引退後
2017年12月12日にクリーブランド・インディアンスのコーチに就任することになった。
2020年シーズンからはブルペンコーチを務めた。2022年シーズンをもって退任した。
2023年シーズンよりカンザスシティ・ロイヤルズの投手コーチを務める。

## 選手としての特徴・人物
最速145km/h、平均球速88.0mph（約141.6km/h）のフォーシームとツーシーム、変化球はチェンジアップが投球全体の30%以上を占めるほか、スライダー、カーブを投げる。低めにコントロールすることでゴロやフライに打ち取る技巧派投手である。
日本ハム投手陣一の回復力を持ち、2007年は中3日での先発も2度あった。2008年4月29日の試合前練習中に、先発が予定されていた武田勝が左手親指を骨折した際には、自ら先発を名乗り出て好投した。
チームへの愛着は人一倍強く、度々「これからもファイターズだけでプレーしたい」「自分は道産子だと信じているし、北海道しか帰ってくる場所はないと思っている」などの発言をしている。
エビやカニなどの海産物が大好物で、西洋人には珍しく生のイカや魚も苦にしないほどであり、しばしば札幌市内などの生鮮市場に出没する。その他の日本食も大好きだが、納豆だけがどうしても食べられないことを悩みにしているという（ファイターズマガジン2008年11月号より）。
日本通で部屋にいろいろな日本語を書いた紙を張って、日本語を覚えようとしていた。日常会話程度なら日本語で話せる。
日ハム時代の愛称は“スーさん”だった。
父はニューヨーク州で消防士として35年間勤務していた。自身も野球のオフシーズンには非常勤の消防士として活動している。

## 詳細情報

### 年度別投手成績
| 年 度    | 球 団    | 登 板 | 先 発 | 完 投 | 完 封 | 無 四 球 | 勝 利 | 敗 戦 | セ 丨 ブ | ホ 丨 ル ド | 勝 率 | 打 者 | 投 球 回 | 被 安 打 | 被 本 塁 打 | 与 四 球 | 敬 遠 | 与 死 球 | 奪 三 振 | 暴 投 | ボ 丨 ク | 失 点 | 自 責 点 | 防 御 率 | W H I P |
| -------- | -------- | ----- | ----- | ----- | ----- | -------- | ----- | ----- | -------- | ----------- | ----- | ----- | -------- | -------- | ----------- | -------- | ----- | -------- | -------- | ----- | -------- | ----- | -------- | -------- | ------- |
| 2003     | SEA      | 5     | 0     | 0     | 0     | 0        | 0     | 0     | 0        | 0           | ----  | 35    | 9.1      | 7        | 0           | 1        | 0     | 1        | 7        | 0     | 0        | 2     | 2        | 1.93     | 0.86    |
| 2004     | SD       | 7     | 2     | 0     | 0     | 0        | 1     | 0     | 0        | 0           | 1.000 | 63    | 14.1     | 20       | 1           | 2        | 0     | 0        | 10       | 1     | 0        | 9     | 9        | 5.65     | 1.53    |
| 2006     | SD       | 37    | 0     | 0     | 0     | 0        | 2     | 0     | 2        | 0           | 1.000 | 237   | 56.1     | 53       | 6           | 16       | 5     | 1        | 23       | 2     | 0        | 22    | 20       | 3.20     | 1.22    |
| 2007     | 日本ハム | 21    | 17    | 0     | 0     | 0        | 6     | 8     | 0        | 0           | .429  | 467   | 109.1    | 109      | 11          | 36       | 1     | 2        | 56       | 6     | 0        | 47    | 45       | 3.70     | 1.33    |
| 2008     | 日本ハム | 28    | 25    | 1     | 1     | 0        | 12    | 5     | 0        | 0           | .706  | 685   | 163.0    | 139      | 22          | 72       | 0     | 3        | 90       | 4     | 0        | 65    | 63       | 3.48     | 1.29    |
| 2009     | 日本ハム | 21    | 21    | 1     | 0     | 0        | 5     | 8     | 0        | 0           | .385  | 535   | 118.1    | 144      | 10          | 52       | 0     | 2        | 58       | 4     | 1        | 73    | 70       | 5.32     | 1.66    |
| 2010     | SEA      | 24    | 0     | 0     | 0     | 0        | 1     | 2     | 0        | 1           | .333  | 148   | 37.0     | 33       | 5           | 6        | 1     | 0        | 14       | 2     | 0        | 16    | 13       | 3.16     | 1.05    |
| MLB：4年 | MLB：4年 | 73    | 2     | 0     | 0     | 0        | 4     | 2     | 2        | 1           | .667  | 483   | 117.0    | 113      | 12          | 25       | 6     | 2        | 54       | 5     | 0        | 49    | 44       | 3.38     | 1.18    |
| NPB：3年 | NPB：3年 | 70    | 63    | 2     | 1     | 0        | 23    | 21    | 0        | 0           | .523  | 1687  | 390.2    | 392      | 43          | 160      | 1     | 7        | 204      | 14    | 1        | 185   | 178      | 4.10     | 1.41    |

- 2010年度シーズン終了時
- 各年度の太字はリーグ最高

### 記録
NPB投手記録
- 初登板・初先発：2007年3月29日、対オリックス・バファローズ3回戦（スカイマークスタジアム）、5回1/3を3失点で敗戦投手
- 初奪三振：同上、1回裏に坂口智隆から空振り三振
- 初勝利・初先発勝利：2007年4月18日、対西武ライオンズ5回戦（グッドウィルドーム）、5回2失点
- 初完投勝利・初完封勝利：2008年8月18日、対福岡ソフトバンクホークス19回戦（福岡Yahoo! JAPANドーム）

NPB打撃記録
- 初安打：2008年6月21日、対阪神タイガース3回戦（阪神甲子園球場）、3回表に岩田稔から右前安打
- 初打点：同上、4回表に岩田稔から二塁ゴロの間に記録

### 背番号
- 59（2006年）
- 37（2004年、2010年）
- 49（2006年）
- 42（2007年 - 2009年）
- 85（2018年 - ）

### 登場曲
- Saliva 『Ladies and Gentleman』